# Меттон
Меттон (фр. Metton) — французский сыр, который производят преимущественно в регионе Франш-Конте.
Изготавливается из обезжиренного коровьего молока. Сыворотку нагревают до 60 градусов, прессуют и формируют. Затем меттон измельчают и оставляют в тепле на несколько дней. Созревший сыр представляет собой пахучие «зёрна» жёлто-оранжевого цвета, размером с орех. Сам по себе на этом этапе он практически несъедобен и используется главным образом для изготовления канкуайота. Традиционный способ изготовления — подогреть меттон в глиняном горшке с добавлением воды или молока, затем добавить соль и масло (иногда чеснок). В итоге получается тягучая масса нежно-жёлтого цвета. Канкуайот отличается исключительно низкой жирностью: она составляет от 2 % до 8 %.